# Hatford
Hatford is een civil parish in het bestuurlijke gebied Vale of White Horse, in het Engelse graafschap Oxfordshire met 164 inwoners.